# Alexander Kühl
Alexander Kühl (Rendsburg, 7 gennaio 1973) è un ex cestista tedesco.

## Carriera
Cresce a livello universitario negli Stati Uniti, per poi fare ritorno in Germania tra le file del Bayer Leverkusen. Poi due anni in Grecia e uno in Italia, a Cantù. Nel 2001-2002 veste la maglia del Peristeri, formazione impegnata sia nel campionato greco che in Eurolega. Disputa la stagione successiva ancora in Italia, questa volta ad Avellino, per poi trasferirsi ad aprile in Francia dove chiude la carriera con una parentesi al Limoges.

### Nazionale
È stato membro della Nazionale tedesca, prendendo anche parte agli Europei 1997.